# Andrea Cisco
Andrea Cisco (Costozza, 16 aprile 1951) è un ex calciatore italiano, di ruolo difensore.

## Carriera
Inizia l'attività calcistica nelle file del "S. Mauro" Costozza. Ancora in giovanissima età passa alle giovanili del Lanerossi Vicenza per approdare nella Primavera con la quale disputa il Torneo di Viareggio nell'edizione del 1969.
Fa il suo esordio in Serie A nella partita Juventus-L.R. Vicenza (4-0) del 15 febbraio 1970. Nella stagione successiva gioca 6 gare e viene convocato nella Nazionale Under21 giocando la partita Polonia-Italia del 6 dicembre 1970. Partecipa nel 1971 al torneo inglese Mitropa Cup dove il L.R. Vicenza viene eliminato ai quarti di finale.
In prestito all'Empoli per tre campionati, dal 1971 al 1974, riveste spesso la maglia di capitano.
Disputa il campionato 1974-1975 con la maglia del Belluno.
Dal 1975 gioca con la Lucchese che lo acquista definitivamente dal Lanerossi Vicenza nel 1976. Nella stagione 1977-1978, con la fascia del capitano della Lucchese, sfiora la promozione in Serie B.
Rimane alla Lucchese fino al 1979, anno del suo ritiro.